# Sven Ahlström
Sven Johan Ahlström (Malmö, 4 juli 1966) is een Zweeds acteur.

## Biografie
Ahlström leerde het acteren aan de Swedish National Academy of Mime and Acting in Stockholm, hierna begon hij met acteren in lokale theaters.
Ahlström begon in 1991 met acteren in de korte film Ronnys röda Porsche, waarna hij nog meerdere rollen speelde in films en televisieseries.

## Filmografie

### Films
Uitgezonderd korte films.
- 2023 Hammarskjöld - als Sture Linnér
- 2023 Unmoored - als Bergman
- 2020 Se upp för Jönssonligan - als Jan Poppe
- 2015 Efterskalv - als vader van Kim
- 2013 Stockholm Stories - als Joakim Öst
- 2012 Call Girl - als Programledare Stig Hall
- 2012 Hamilton: Men inte om det gäller din dotter - als Olof Cedervall
- 2010 Ond tro - als Stenbeck
- 2010 Sound of Noise - als Oscar Warnebring
- 2010 Sture & Kerstin Forever - als Mårten
- 2009 Flickan som lekte med elden - als ??
- 2008 Irene Huss - Glasdjävulen - als Christian Levenholz
- 2007 Nina Frisk - als Linus
- 2003 Mamma pappa barn - als Peter
- 2003 Kontorstid - als Erik
- 1998 Vasasagan - als Herman Israel / Prins Erik

### Televisieseries
Uitgezonderd eenmalige gastrollen.
- 2022 Morden i Sandhamn - als Leo Strandberg - 2 afl.
- 2021 En kunglig affär - berättelsen om Kurt Haijby - als Ernst Wigforss - 3 afl.
- 2021 Alla utom vi - als donatiemanager
- 2018 The Restaurant - als pastor Herman Barrén - 3 afl.
- 2018 Advokaten - als Stefan Milton - 2 afl.
- 2013 The Bridge - als Oliver Nordengren - 5 afl.
- 2010-2013 Wallander - als politiechef Mattson - 6 afl.
- 2013 Allt faller - als collega van Lenas - 2 afl.
- 2012 Mysteriet på Greveholm - Grevens återkomst - als Jean / Greve Julius von Dy - 24 afl.
- 2012 Arne Dahl: Upp till toppen av berget - als Sverker Billinger - 2 afl.
- 2010-2011 Drottningoffret - als Ivar Hellenius - 3 afl.
- 2007 Upp till kamp - als Styrbjörn Colliander - 3 afl.
- 2005 AK3 - als Carl - miniserie
- 2005 Lasermannen - als Eiler Augustsson - 3 afl.
- 2004-2005 Graven - als Kypare - 2 afl.
- 2001 Kommissarie Winter - als Tjuven - 2 afl.
- 2000 Sjätte dagen - als Jan Wollin - 5 afl.
- 1999 Offer och gärningsmän - als Pehr - miniserie
- 1998 Dolly & Dolly - als Freddan - miniserie
- 1996 Mysteriet på Greveholm - als Jean - 21 afl.

- International Standard Name Identifier: 0000 0000 5381 0761
- LIBRIS: 305993
- Virtual International Authority File: 34442516
- WorldCat: E39PBJdRCgchWxvcDyr6MJ3qQq